# Cyril Morin
Pour les articles homonymes, voir Morin.
Cyril Morin, né en 1962 à Blois, est un compositeur français de musiques de films.

## Biographie
Cyril Morin a commencé très jeune sur scène comme guitariste et comme compositeur pour la télévision. Il a ensuite collaboré avec de nombreux réalisateurs, renforçant son style en un langage éclectique et universel.
Ses premiers longs métrages, Samsâra, La vallée des fleurs (Pan Nalin), La Fiancée Syrienne (Eran Riklis), et Automne (Ra’up Mcgee) le font voyager musicalement à travers le monde, de l’Inde aux États-Unis.
Très vite ses compositions sont remarquées et il reçoit deux prix au festival international de la musique de film d’Auxerre pour La Fiancée Syrienne puis pour Zaina (Bourlem Guerdjou). Il est également nommé aux European Film Awards et aux World Soundtrack Awards. Il reçoit aussi deux prix pour la musique de La Petite Jérusalem (Karin albou), film sélectionné à la Semaine de la Critique à Cannes.
Rapidement il se rapproche d’un univers plus urbain et plus sombre avec les films Shamelove (Mattew Mcusic), Pleure en silence (John Gabriel Biggs)  et Une journée (Jacob Berger). Il compose aussi les musiques de 20 Nuits et un jour de pluie (Lam Le), Les feux de Mansare (Mansour Sora wade) et Un cœur simple (Marion Laine).
Cyril Morin collabore aussi avec la télévision pour des films engagés comme Nuit noire 17 octobre 1961 (Alain Tasma) qui remporte l’Emmy Award du meilleur film, ou Capitaines des ténèbres (Serge Moati). La musique de la série Mafiosa, le clan (Louis Choquette), un thriller pour Canal+, sera largement remarquée par la critique.
Il a également orchestré des chansons pour Madonna (Music), Mirwais (Production), Mankato (Safe as houses). Il a été récemment samplé  par le rappeur Kery James et sa musique est maintenant remixée par des DJ. Il a aussi produit et composé les récents albums des chanteuses Vidya Rao (Song for Shunyata) et de Zera Vaughan (The new seed)…
Parallèlement aux bandes originales, il enregistre aussi des musiques d’inspiration contemporaine (4 string quartet) et plusieurs albums solo associant habilement orchestre symphonique et électronique (dont Western Pansori, salué par la critique).
À ce jour, Cyril Morin a composé la musique d’environ soixante films et d’une dizaine d’albums mélangeant toujours les styles, les formats et ses multiples sources d’inspiration…
Depuis 2012 il poursuit également une carrière de réalisateur, avec le court métrage The application Cafe en 2012, et les longs métrages The activist en 2014, Hacker's game en 2015, et NY84 en 2016.
En 2017 il est membre du jury du 7e Festival de l'Ecrit à l'écran.

## Filmographie

### Compositeur
- 1988 : La Chaîne (du roman de Michel Drucker), feuilleton télévisé de Claude Faraldo
- 1993 : The Khajuraho de Pan Nalin
- 1993 : Chant Funébres, court-métrage de Pascal Pinon
- 1993 : Le Temps d'une nuit de Jérôme Cornuau
- 1993 : Tisno gardien de la jungle (TV) de J.Ségur
- 1994 : Chambre 12 de Patrick Vayssières
- 1994 : Abus de confiance (TV) de Bernard Villiot
- 1994 : Flics de choc (TV) de Henri Helman
- 1994 : Le Nombre d'or (TV) de Patrick Pleutin
- 1995 : On y verra plus clair quand il fera nuit de Sébastien Nuzzo
- 1995 : Petits Enfers de Édouard Delux
- 1995 : Sitcom de Patrick Vayssières
- 1996 : L'Homme solaire (TV) de Patrick Vayssières
- 1996 : Evidencia (TV) de Françoise Ha Van et Sylvie Guillem
- 1996 : Kaal de Natasha de Betak
- 1996 : La Salle d'attente de Pierre Minot
- 1997 : Une vie pour une autre (TV) de Henri Helman
- 1997 : Les Mésaventures d'Alfred le crapeau de John J. Carnoy
- 1997 : Au fond du couloir à droite de Pascale Arbillot
- 1998 : Les Pédiatres (Feuilleton TV) de Daniel Losset
- 1998 : Dysmenthal/Monolight de Yves Sabba
- 1998 : La Photographie de Pierre Minot
- 1999 : Tramontane (Feuilleton TV) de Henri Helman
- 1999 : L'Auditorium de Thierry de Polignac
- 1999 : Les Nouvelles Mésaventures d'Alfred le crapeau de John J. Carnoy
- 2000 : L'Insttitutrice (TV) de Henri Helman
- 2000 : La Double Vie de Jeanne (TV) de Henri Helman
- 2001 : Méditerranée (Feuilleton TV) de Henri Helman
- 2001 : Combats de femme, épisode Innocence (TV) de Karin Albou
- 2001 : La Course en fête (TV) de Daniel Losset
- 2001 : Avec préméditation de Bernard Villiot
- 2001 : Les Rescapés de Yves Sabba
- 2001 : Le Couloir de Martin Esposito
- 2002 : Le Premier Fils (TV) de Philomène Esposito
- 2002 : Les Grands Frères (TV) de Henri Helman
- 2002 : Une mort pour une vie (TV) de François d'Aubert
- 2002 : Looking for David Lynch de Vanessa Lhoste
- 2003 : Samsâra de Pan Nalin
- 2003 : Le Gang des poupées (TV) de Philomène Esposito
- 2003 : Sauveur Giordano (TV) de Henri Helman
- 2003 : Devenir un homme dans le grand nord (TV) de Jérôme Ségur
- 2003 : Looking for Steven Elliot (TV) de C. Chevalier & C. Pagliarani
- 2003 : Sur les traces de la licorne (TV) de Aleksandar Dzerdz
- 2003 : La Chambre douce de Christophe Chevalier
- 2004 : La Fiancée syrienne de Eran Riklis
- 2004 : Automne de Ra’up Mcgee
- 2004 : Ayurveda, art of being de Pan Nalin
- 2004 : Capitaines des ténèbres (TV) de Serge Moati
- 2004 : Les plus beaux chevaux du monde (TV) de E. Deparis & Yann Arthus Bertrand
- 2005 : La Petite Jérusalem de Karin Albou
- 2005 : Zaïna, cavalière de l'Atlas de Bourlem Guerdjou
- 2005 : Shamelove de Mattew McUsic
- 2005 : Nuit noire 17 octobre 1961 de Alain Tasma
- 2005 : Blanc de mémoire (TV) de Manuel Gasquet
- 2005 : Kisha (TV) de Patrick Vayssières
- 2006 : La Vallée des fleurs de Pan Nalin
- 2006 : Vingt nuits et un jour de pluie de Lam Le
- 2006 : Pleure en silence de John Gabriel Biggs
- 2006 : Mafiosa, le clan (TV) de Louis Choquette
- 2006 : Harkis (TV) de Alain Tasma
- 2006 : Jaglavak, prince des insectes (TV) de Jérôme Raynaud
- 2006 : Le Cavalier du Golestan (TV) de Aleksandar Dzerdz
- 2006 : Fragile de Fréderic Galfo
- 2007 : Une journée de Jacob Berger
- 2007 : Speaking tree de Natasha de Betak
- 2007 : Opération turquoise (TV) d'Alain Tasma
- 2007 : La Surprise (TV) de Alain Tasma
- 2007 : Lovestory de Amit Gupta
- 2008 : Ultimatum d'Alain Tasma
- 2008 : Les Feux de mansare de Mansour Sora Wade
- 2008 : Unmistaken Child de Nati Baratz
- 2008 : Mitterrand à Vichy (TV) de Serge Moati
- 2009 : Today is Better Than Two Tomorrows de Anna Rodgers
- 2009 : Cartouche, le brigand magnifique (TV) de Henri Helman
- 2009 : Sous un autre jour (TV) de Alain Tasma
- 2010 : Le Voyage du directeur des ressources humaines de Eran Riklis
- 2010 : Le Sentiment de la chair de Roberto Garzelli
- 2010 : Stasis de Christian Swegal
- 2010 : Fracture (TV) de Alain Tasma
- 2011 : Kadhafi, Notre Meilleur Ennemi (TV) de Antoine Vitkine
- 2011 : Borgia (TV) de Tom Fontana
- 2011 : Playoff de Eran Riklis
- 2011 : Louis XI, le pouvoir fracassé (TV) de Henri Helman
- 2011 : Deviens un super-héros... pour de vrai ! (TV) de Aleksandar Dzerdz
- 2013 : Zaytoun d'Eran Riklis
- 2015 : Déesses indiennes en colère de Pan Nalin
- 2024 : L'Enfant qui mesurait le monde de Takis Candilis

### Réalisateur

#### Longs métrages
- 2014 : The Activist
- 2015 : Hacker's Game
- 2016 : NY84

#### Courts métrages
- 2012 : The Application Cafe

### Acteur
- 1988 : La Chaîne (mini-série) de Claude Faraldo

## Distinctions
- 2004 : festival d'Auxerre; prix de la meilleure musique pour La Fiancée syrienne
- 2005 : festival d'Auxerre; prix de la meilleure musique pour Zaïna, cavalière de l'Atlas
- 2005 : nomination. Compositeur européen film academy
- 2005 : festival du film de Bastia; prix de la meilleure musique pour La Petite Jérusalem
- 2005 : nomination. Festival international du film de Flandre-Gand ; Compositeur révélation pour La Fiancée syrienne
- 2005 : Festival international du film d'Aubagne - Music & Cinema : grand prix de la musique originale pour La Petite Jérusalem
- 2009 : Israelian Documentary Film Award; Meilleure musique pour Unmistaken Child
- 2010 : Valladolid Festival; Prix de la meilleure musique, pour The human resources manager
- 2013 : nomination. Jerry Goldsmith Awards; Meilleure musique pour Zaytoun
- 2014 : nomination. Jerry Goldsmith Awards; Meilleure musique pour Faith connections (documentaire)[2]
- 2015 : Indiefest Films Awards; Meilleure musique pour Hacker's game[3]